# Temporada 1947 de la NFL
La Temporada 1947 de la NFL fue la 28.ª en la historia de la NFL. La liga expandió la temporada regular de
de juego de once partidos por equipo a doce, un número que se mantuvo constante durante catorce temporadas, hasta 1960.
La temporada finalizó el 28 de diciembre cuando los Chicago Cardinals vencieron a Philadelphia Eagles 28-21 por
el juego de campeonato de la NFL.

## Principales cambios en las reglas
- Un quinto árbitro, el Back Judge, se añade al equipo de arbitraje.[1]
- Cuando un equipo tiene menos de 11 jugadores en el campo antes de un snap o una patada, los oficiales no son para notificarles.
- Será llamado uso ilegal de manos cada vez que un jugador defensivo los utiliza para bloquear la visión de un receptor durante un pase detrás de la línea del equipo ofensivo.
- Durante un intento fallido de punto extra, el juego queda muerta, tan pronto el fallo es evidente.
- No será llamada rudeza al pateador si se inicia después de recuperar un balón perdido o pérdida de balón en la jugada.
- Se requiere que todos los equipos a utilicen cadenas prescritas de yardas estándar, cajas, y marcadores de eje flexible.
- Los juegos ya no se realizarían los martes.

## Carrera Divisional
A partir de esta temporada, los equipos de la NFL jugaron un calendario de 12 juegos en lugar de 11 partidos. El duodécimo juego demostró ser crucial
para los Steelers, Eagles, Bears y Cardinals. En la División Este, Pittsburgh tomó una ventaja de medio juego sobre Philadelphia después de una
victoria 35-24 en la Semana Cinco. El 30 de noviembre, los Eagles ganaron la revancha, 21-0, para tomar ventaja con una marca de 7-3-0 frente
al 7-4-0. El mismo día, los Cardinals perdieron ante los Giants, 35-31, mientras que los Bears vencieron a Lions 34-14; los Cards con 7-3-0
estaban a un juego de los Bears con 8-2-0 en la División Oeste.
En la semana doce, los Cardinals vencieron a los Eagles, 45-21. Pittsburgh venció a Boston 17-7, mientras que los Bears perdieron ante los
Rams, 17-14. El resultado fue que los Steelers terminó en 8-4 y los Eagles en 7-4 con un partido pendiente en la semana trece. Los Cardinals
y los Bears estaban en 8-3,y se enfrentaban en la última semana por el título del Oeste el 14 de diciembre. Una multitud de 48.632
asistieron al Wrigley Field. Los Cardinals ganaron el partido, 30-21, y el viaje al juego de campeonato. El mismo día, Philadelphia venció a Green Bay,
28-14, para forzar un juego de desempate con Pittsburgh el 21 de diciembre.

## Temporada regular
V = Victorias, D = Derrotas, E = Empates, CTE = Cociente de victorias, PF= Puntos a favor, PC = Puntos en contra
Nota: Los juegos empatados no fueron contabilizados de manera oficial en las posiciones hasta 1972
| Philadelphia Eagles | 8 | 4 | 0 | .667 | 308 | 242 |
| Pittsburgh Steelers | 8 | 4 | 0 | .667 | 240 | 259 |
| Boston Yanks        | 4 | 7 | 1 | .364 | 168 | 256 |
| Washington Redskins | 4 | 8 | 0 | .333 | 295 | 367 |
| New York Giants     | 2 | 8 | 2 | .200 | 190 | 309 |

| Chicago Cardinals | 9 | 3 | 0 | .750 | 306 | 231 |
| Chicago Bears     | 8 | 4 | 0 | .667 | 363 | 241 |
| Green Bay Packers | 6 | 5 | 1 | .545 | 274 | 210 |
| Los Angeles Rams  | 6 | 6 | 0 | .500 | 259 | 214 |
| Detroit Lions     | 3 | 9 | 0 | .250 | 231 | 305 |

## Juego de Campeonato
Juego de Desempate, División Este
- Philadelphia Eagles 21, Pittsburgh Steelers 0 , 21 de diciembre de 1947, Forbes Field, Pittsburgh, Pensilvania

Juego de Campeonato
- Chicago Cardinals 28, Philadelphia Eagles 21, 28 de diciembre de 1947, Comiskey Park, Chicago, Illinois

## Líderes de la liga
| Estadísticas | Nombre          | Equipo            | Yardas |
| ------------ | --------------- | ----------------- | ------ |
| Pasando      | Sammy Baugh     | Washington        | 2.938  |
| Corriendo    | Steve Van Buren | Philadelphia      | 1.008  |
| Recibiendo   | Mal Kutner      | Chicago Cardinals | 944    |